# Чарли (ураган)
Ураган Чарли (англ. Hurricane Charley) — первый из четырёх ураганов, обрушившихся на Флориду в 2004 году, наряду с Фрэнсис, Иваном и Жанной. Чарли стал одним из самых сильных ураганов, когда-либо появлявшихся на территории Соединённых Штатов Америки.

## Место среди других ураганов
Ураган Чарли стал вторым крупным ураганом сезона ураганов в Атлантике (США) 2004 года. Чарли длился с 9 по 15 августа и на пике своей интенсивности достигал 150 миль/ч (240 км/ч), что позволило оценить его ураганом 4-й категории по шкале Саффира — Симпсона.

### Путь урагана
Он достиг берега в юго-западной Флориде с максимальной силой, что сделало его самым сильным ураганом, обрушившимся на Соединённые Штаты со времён урагана Эндрю, обрушившегося на Флориду в 1992 году, и самым сильным ураганом, обрушившимся на юго-запад Флориды за всю историю человечества.
Медленно продвигаясь через Карибское море, Чарли в пятницу, 13 августа, перешёл на Кубу, как ураган категории 3, в результате чего был нанесён серьёзный ущерб и четыре человека погибли. В тот же день он пересёк национальный парк Драй-Тортугас, всего через 22 часа после того, как тропический шторм Бонни обрушился на северо-запад Флориды. Впервые в истории два тропических циклона поразили одну и то же местность за 24 часа. При максимальной интенсивности 150 миль/ч (240 км/ч), ураган Чарли обрушился на северную оконечность острова Каптива и южную оконечность острова Северная Каптива, а затем пересёк Бокелию, причинив серьёзный ущерб. После этого Чарли продолжал наносить серьёзный ущерб, когда он выдвинулся на полуостров в Пунта-Горде. Он продолжал движение на северо-северо-восток по коридору реки Мира, опустошая Пунта-Горду, Порт-Шарлотт, Кливленд, Форт-Огден, Нокати, Аркадию, Зольфо-Спрингс, Себринг и Вочула. Дзольфо-Спрингс был изолирован почти на два дня, так как улицы заполнились огромными деревьями, столбами электропередач, линиями электропередач, трансформаторами и мусором. Город Ваучула выдержал порывы до 106 миль/ч (171 км/ч); здания в центре города обрушивались на Мэйн-стрит. В конце концов, шторм прошёл через центральную и восточную части столичного региона Орландо, продолжая дуть с порывами до 106 миль/ч (171 км/ч). Город Уинтер-Парк, расположенный к северу от Орландо, также получил значительный ущерб, так как его многочисленные старые и большие дубы не переживали сильных ветров. Падающие деревья сносили электроэнергетические системы и разбивали автомобили, а их огромные корни поднимали подземные воды и канализационные сети. Шторм замедлился на выходе из штата над Ормонд-Бич к северу от Дейтона-Бич. Шторм был поглощён фронтом в Атлантическом океане вскоре после восхода солнца 15 августа, недалеко от юго-востока Массачусетса.
Первоначально ожидалось, что Чарли ударит дальше на север, в Тампу, и застал многих флоридцев врасплох из-за внезапного изменения траектории шторма, когда он приближался к штату. На своём пути Чарли вызвал 10 смертей и $16,9 млрд долларов ущерба застрахованной жилой собственности, что делает его вторым по значимости ураганом в истории Соединённых Штатов на то время. Чарли был компактным, быстро движущимся штормом, что ограничивало масштаб и серьёзность повреждений.

## Метеорологическая история

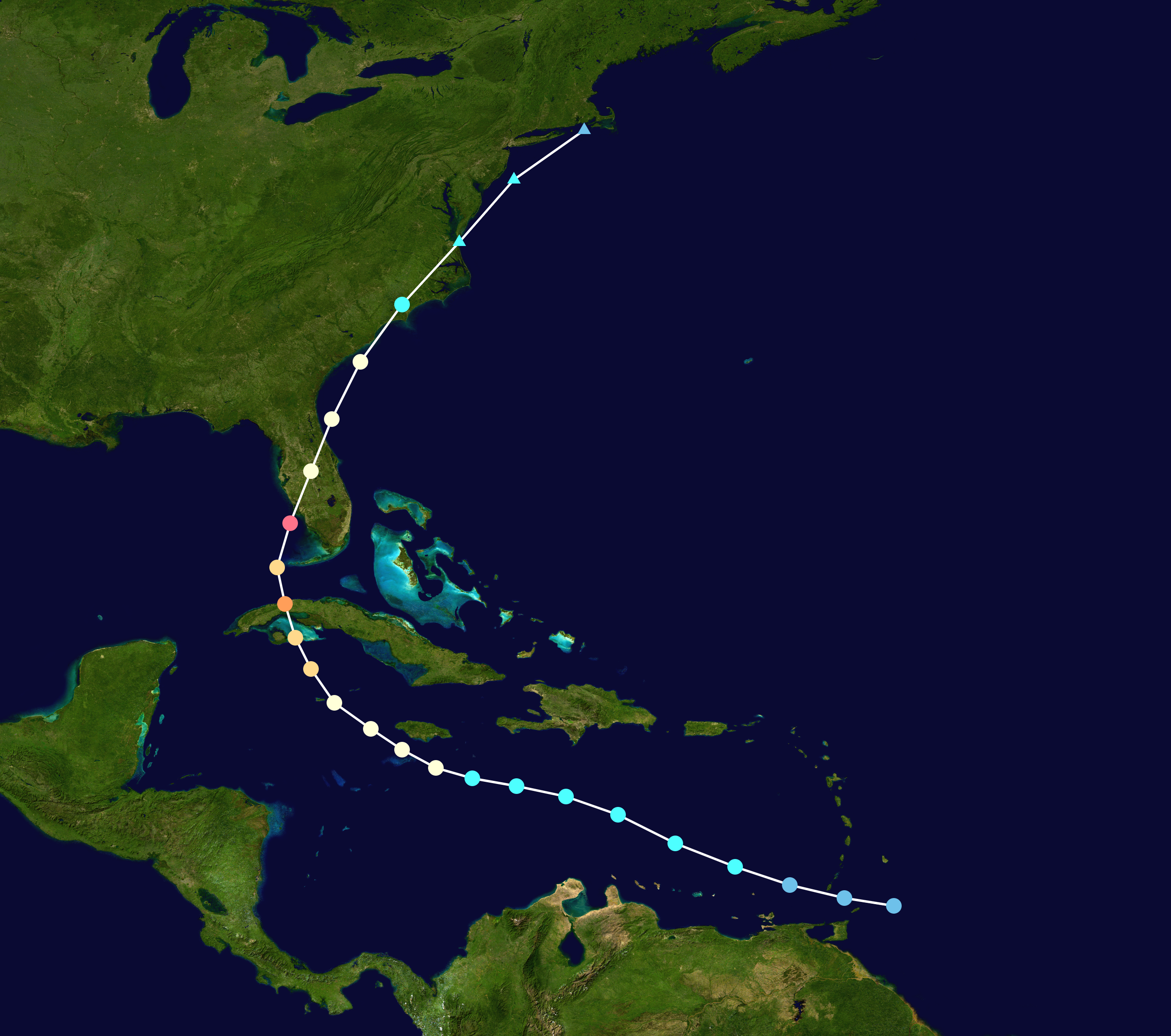
Путь Charley-2004.

Чарли зародился как тропическая волна, покинувшая западное побережье Африки 4 августа. Он быстро продвигался на запад и устойчиво организовывался над открытым Атлантическим океаном, с конвекцией, развивающейся в виде изогнутых полос. Волна продолжала развиваться по мере приближения к Малым Антильским островам и 9 августа превратилась в Тропическую депрессию 3, в то время как 115 миль (185 км) к юго-юго-востоку от Барбадоса, недалеко от острова Гренада, однако угроза для Барбадоса была недолгой. Низкий сдвиг ветра на верхних уровнях и чётко выраженный отток способствовали дальнейшей интенсификации, и 10 августа депрессия усилилась, несмотря на то, что она расположена в восточной части Карибского моря, которая не особенно подходит для тропического циклогенеза. В это время Национальный центр ураганов в Майами присвоил ему имя «Чарли».

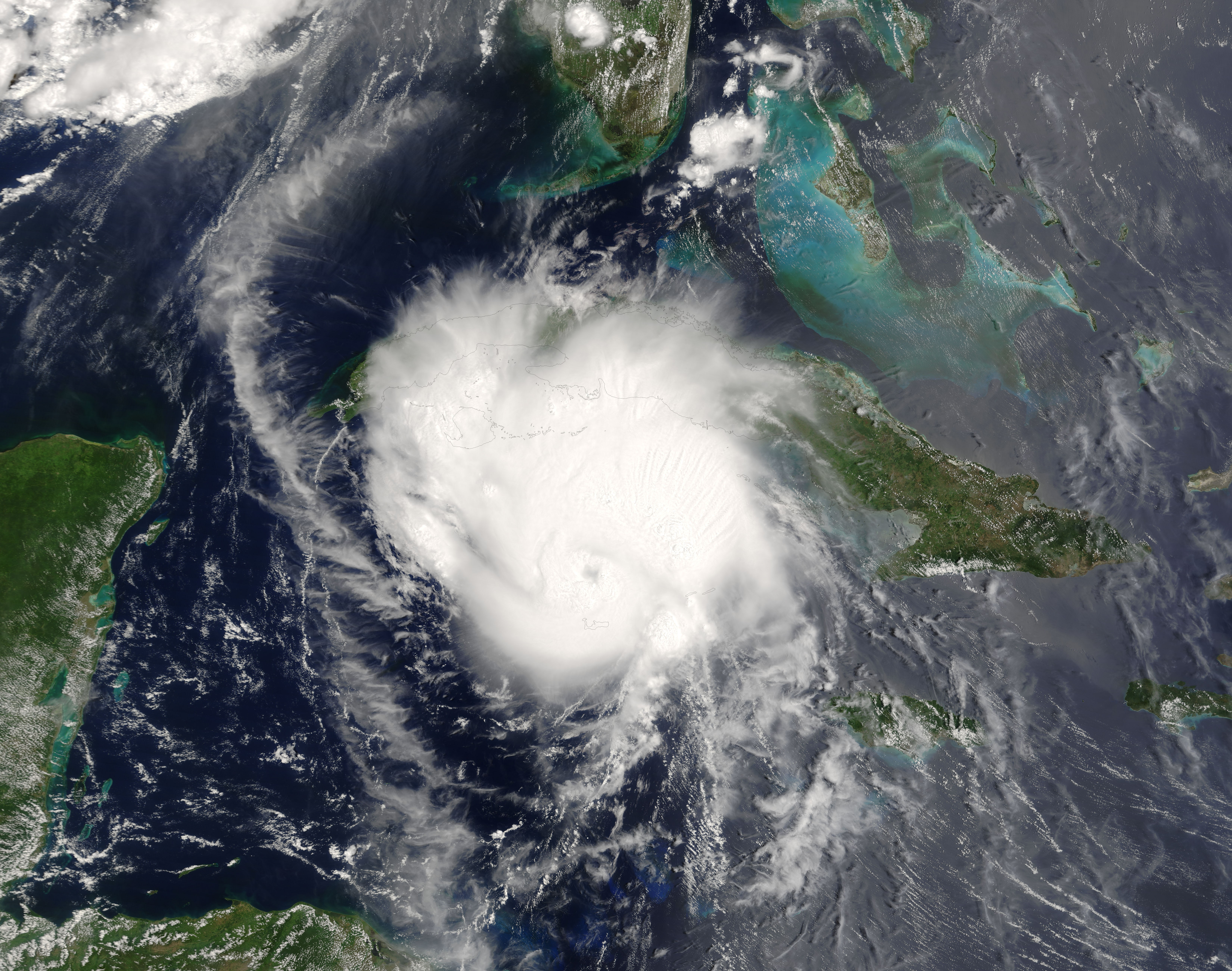
Ураган Чарли приближается к Кубе 12 августа.

Сильный гребень высокого давления на севере системы заставил Чарли быстро сменить курс на запад-северо-запад. Он продолжал усиливаться и 11 августа превратился в ураган 1 категории, в то время как 90 миль (140 км) к югу от Кингстона, Ямайка. Шторм направлялся вокруг периферии области высокого давления, и в результате Чарли изменил направление на северо-запад. На следующий день ядро прошло 40 миль (64 км) юго-западу от Ямайки, затронув остров 11 и 12 августа. Затем шторм прошёл 15 миль (24 км) северо-востоку от Большого Каймана, достигнув категории 2 статус сразу после прохождения острова. Ураган продолжал усиливаться, когда он повернул на северо-запад и обогнул юго-западную часть субтропического хребта, превратившись в сильный ураган — шторм, классифицируемый как ураган категории 3 или выше — как раз перед тем, как обрушиться на берег на юге Кубы. Чарли вышел на берег недалеко от Пунта-Каямас с максимальным устойчивым ветром 120 миль/ч (190 км/ч) и порывами до 133 миль/ч (214 км/ч), примерно в 04:30 по всемирному координированному времени 13 августа. Он пересёк остров, пройдя около 15 миль (24 км) к западу от центра Гаваны, а затем ослабевает до 110 миль/ч (180 км/ч).

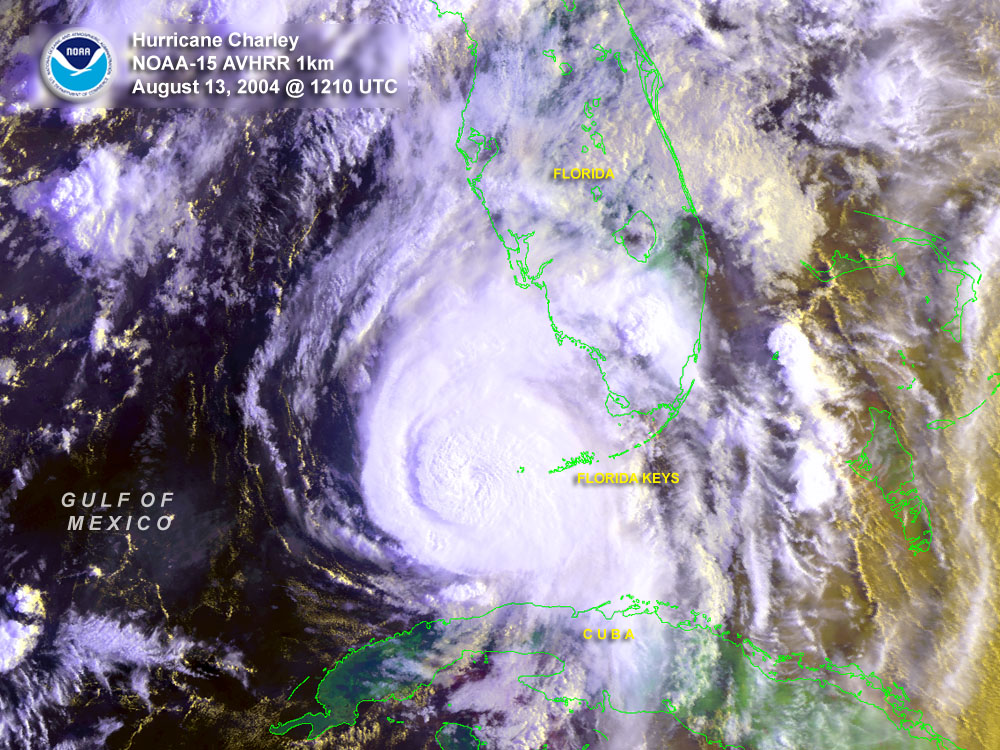
Чарли быстро усиливался по мере приближения к Флориде 13 августа.

После пересечения Кубы около Менелао Мора, ураган Чарли ускорился на северо-северо-восток, к юго-западному побережью Флориды, в ответ на приближение несезонной впадины в средней тропосфере. Чарли прошёл над Dry Tortugas в 12:00 UTC 13 августа с максимальным ветром около 110 миль/ч (175 км/ч). Удар произошёл только 22 часа спустя после тропического шторма Бонни, которая вышла на берег на острове Сент-Винсент; отмечается, что два тропических циклона впервые за 24 часа достигли одного и того же штата. Затем Чарли быстро усилился, набрав 110 миль/ч (175 км/ч) ураган с минимальным центральным барометрическим давлением 965 мбар (965 гПа; 28,5 дюймов рт. ст.) до 145 миль/ч (235 км/ч) ураган с давлением 947 мбар (947 гПа; 28,0 дюймов рт. ст.) всего за три часа. Он продолжал укрепляться, когда повернул на северо-восток и достиг берега около острова Кайо-Коста, Флорида, как 150 миль/ч (240 км/ч) Ураган 4 категории с давлением 941 мбар (941 гПа; 27,8 дюймов рт. ст.) приблизительно в 1945 году по всемирному координированному времени 13 августа. Час спустя ураган обрушился на Пунта-Горда как 145 миль/ч (235 км/ч), а затем прошёл через Порт-Шарлотт и гавань Шарлотты. Однако, перед тем, как выйти на сушу, глаз уменьшился, поэтому самые сильные ветры ограничивались областью в пределах 7 миль (11 км) центра.
Чарли значительно ослабел из-за того, что он пролетел над сушей, но все ещё сохранял устойчивый ветер около 85 миль/ч (135 км/ч), поскольку он проходил непосредственно над Орландо между 00:20 и 01:40 по всемирному координированному времени 14 августа; порывы до 106 миль/ч (171 км/ч) были зарегистрированы в международном аэропорту Орландо. Он нанёс ряд разрушений по Флориде, а также прошёл недалеко от Киссимми. Ураган вновь вылился в Атлантический океан после того, как он пересёк пляж Нью-Смерна в качестве урагана 1-й категории, но немного усилился над открытыми водами. Продолжая стремительно двигаться на северо-северо-восток, Чарли врезался в национальный заповедник дикой природы Кёйп-Ромен, Южная Каролина, как 80 миль/ч (130 км/ч), ненадолго отошёл от берега и совершил свой последний выход на берег около Норт-Миртл-Бич в виде минимального урагана с ветром 75 миль/ч (120 км/ч). Затем Чарли начал взаимодействовать с приближающейся фронтальной границей, превратившись в тропический шторм над юго-востоком Северной Каролины. После возвращения в Атлантический океан около Вирджиния-Бич 15 августа шторм стал внетропическим и проник во фронтальную зону. Внезапный шторм продолжал быстро перемещаться на северо-восток и был полностью поглощён фронтом вскоре после восхода солнца 15 августа около юго-востока Массачусетса.

## Подготовительные меры

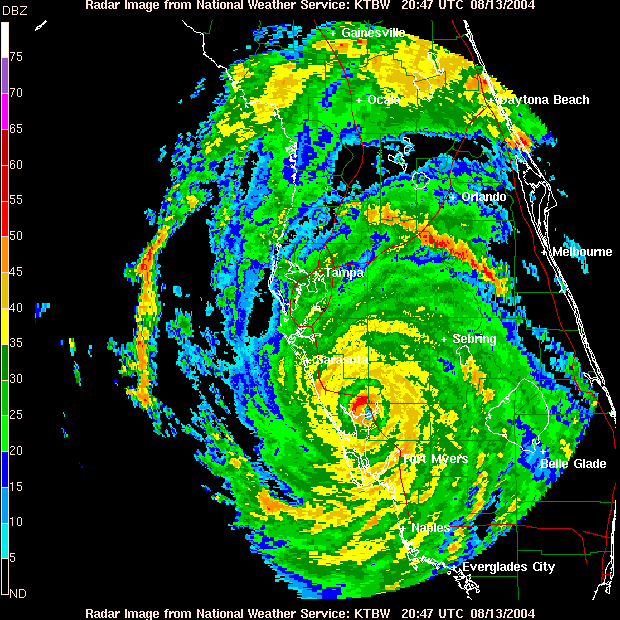
Изображение NEXRAD урагана Чарли над Пунта-Горда, Флорида, сразу после выхода на сушу.

10 августа, за два дня до того, как ураган прошёл возле острова, власти Ямайки выпустили предупреждение о тропическом шторме, которое днём позже было преобразовано в предупреждение об урагане. На Ямайке угроза шторма вынудила закрыть два аэропорта страны, а также вынудила два круизных лайнера изменить маршрут. Каймановы острова сделали предупреждение об урагане 11 августа, за день до того, как ураган прошёл недалеко от архипелага.
11 августа, за два дня до того, как ураган обрушился на остров, официальные лица правительства Кубы объявили о наблюдении за ураганом на южном побережье. Это было повышено до предупреждения об урагане 12-го, за 13 с половиной часов до того, как Чарли вышел на берег. Из-за угрозы правительство издало обязательную эвакуацию для 235 000 граждан и 159 000 животных в зоне ожидаемого воздействия. Ещё 3800 жители были эвакуированы с прибрежных островов, а 47 000 жителей Гаваны были перевезены из старых небезопасных зданий в более безопасные районы. Людей доставили в приюты с припасами. Кроме того, электросеть на юге Кубы была отключена во избежание несчастных случаев.
11 августа губернатор Флориды Джеб Буш объявил о чрезвычайном положении из-за надвигающейся угрозы, которую Чарли представлял для штата, когда шторм всё ещё находился к югу от Ямайки. Национальный ураганный центр выпустил предупреждения об ураганах на островах Флорида-Кис и от мыса Соболь до устья реки Суванни за день до прохода Чарли через штат, в то время как предупреждения о тропических штормах были выпущены в других местах по всей Флориде. Из-за угрозы 1,9 миллиона человек вдоль западного побережья Флориды были вынуждены эвакуироваться, в том числе 380 000 жителей района Тампа-Бэй и 11 000 жителей Флорида-Кис. Это был самый крупный приказ об эвакуации в истории округа Пинеллас и самый крупный запрос на эвакуацию во Флориде со времён урагана «Флойд» пятью годами ранее. Многие жители Флориды остались, несмотря на приказ об эвакуации, поскольку власти подсчитали, что до миллиона человек не пойдут в убежища; вместо этого эти жители заколотили свои дома и купили припасы, чтобы пережить шторм. Однако около 1,42 миллиона человек покинули свои дома во Флориде, и примерно 50 000 человек покинули свои дома. Жители были размещены в приютах по всему штату. Энергетические компании мобилизовали рабочих для подготовки к ожидаемым повсеместным отключениям электроэнергии. База ВВС Макдилл, где размещается Центральное командование США (USCENTCOM) и военный центр США во время войны в Ираке, сильно ограничила свой штат на базе, перенеся большую часть своих операций в передовой штаб в Дохе, Катар. Точно так же Космический центр Кеннеди, который обычно насчитывает 13000 персонала на объекте, сократил штат до 200 человек. Люди, готовящиеся к урагану, обезопасили все космические шаттлы, запечатав их в своих ангарах. Многие парки развлечений в районе Орландо закрылись рано, а « Царство животных» Уолта Диснея оставалось закрытым. Это был лишь второй раз в истории, когда парк Диснея был закрыт из-за урагана, второй случай произошёл после урагана Флойд. Приближающийся ураган также вынудил несколько круизных лайнеров изменить маршрут и прекратить железнодорожное сообщение между Майами и Нью-Йорком.

Чарли выходит на берег 13 августа 2004 г.

Быстрое укрепление Чарли в восточной части Мексиканского залива застало многих врасплох. Примерно за пять часов до выхода на берег во Флориде Чарли стал сильным ураганом 2-й категории, по прогнозам, его сильнейший ветер усилится до 185 миль/ч (185 км/ч) при выходе на берег в районе Тампа — Сент-Питерсберг. Примерно за два часа до выхода на сушу Национальный ураганный центр выпустил специальное сообщение, уведомив общественность о том, что Чарли стал ураганом 4-й категория со скоростью 145 миль/ч (235 км/ч) и с прогнозируемым местом выхода на берег в районе Порт-Шарлотт. В результате этого изменения прогноза, многие люди в районе округа Шарлотт оказались неподготовленными к урагану, хотя новый прогноз траектории находился в пределах погрешности предыдущего прогноза. Национальный центр ураганов, прогнозирующий стажёра Робби Берг, публично обвинил СМИ в том, что они заставили жителей поверить в то, что выход на берег в Тампе неизбежен. Он также заявил, что жители Порт-Шарлотт получили достаточное предупреждение, поскольку предупреждение об урагане было выпущено в районе выхода на берег 23 часа назад, а слежение за ураганом просуществовало 35 часов.
Однако несколько местных метеорологов отклонились от официальных прогнозов выхода на сушу в Тампа-Бэй ещё утром 13 августа. Джим Фаррелл из WINK, Роберт Ван Винкль WBBH, Стив Jerve из WFLA в Тампе, Джим Райф из WZVN в Форт — Майерс и Том Терри из WFTV в Орландо все порвал с их национальными прогнозами новостей и заявил, около 1500 UTC, что Чарли собирался повернуть раньше, нанеся удар по Шарлотт-Харбор и путешествуя по Орландо, как это и должно было случиться.
После выхода на берег Флориды губернатор Джорджии Сонни Пердью объявил чрезвычайное положение в качестве меры предосторожности против 4–7 футов (1,2-2,1 м) штормовой нагон и взвинчивание цен. В Южной Каролине губернатор Марк Сэнфорд объявил чрезвычайное положение, когда Чарли приближался к своему последнему выходу на берег. Два прибрежных округа были вынуждены эвакуироваться, военнослужащие штата перенаправили движение транспорта вглубь страны от Миртл-Бич. Всего 138 000 человек были эвакуированы из района Гранд-Странд.

## Влияние
| Регион     | Прямые | Косвенные | Всего |
| ---------- | ------ | --------- | ----- |
| Ямайка     | 1      | 0         | 1     |
| Куба       | 4      | 0         | 4     |
| Флорида    | 9      | 20        | 29    |
| Род-Айленд | 1      | 0         | 1     |
| Всего      | 15     | 20        | 35    |

Одна смерть на Ямайке, четыре смерти на Кубе и десять смертей в Соединённых Штатах были напрямую приписаны Чарли. Сообщалось о многочисленных травмах, а также о 25 косвенных смертельных случаях в США.
Ущерб собственности от Чарли в Соединённых Штатах был оценён NHC в 16 миллиардов долларов. В то же время, эта цифра сделала Чарли вторым по размеру ураганом в истории Соединённых Штатов после урагана Эндрю 1992 года, который стоил 27,3 миллиарда долларов США. 

### Карибское море

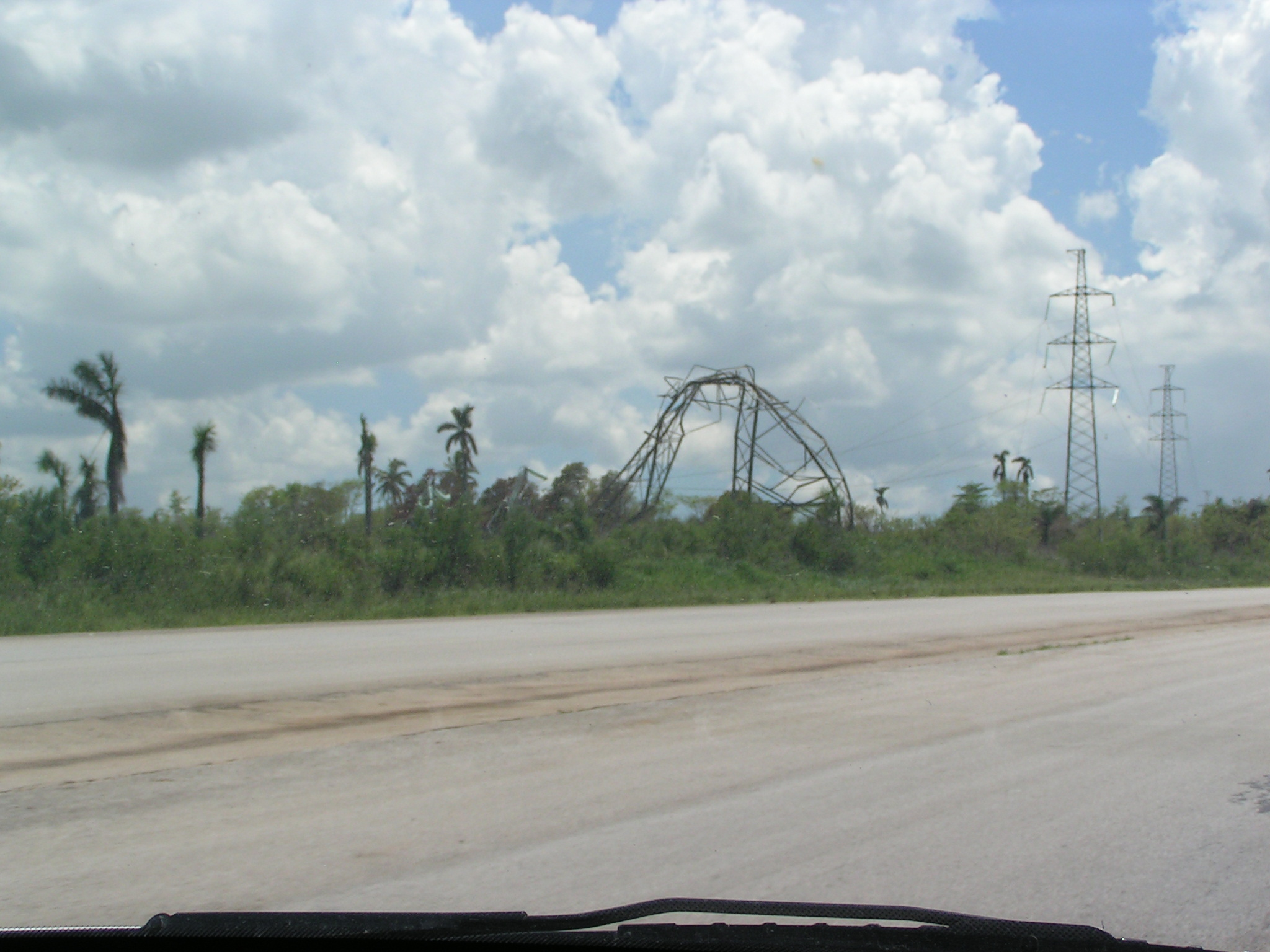
Линии электропередачи на Кубе повреждены ураганом Чарли

На Ямайке сильные ветры нанесли умеренный ущерб сельскохозяйственному сектору, при этом ущерб урожаю и животноводству составил 1,44 миллиона долларов США. Когда шторм прошёл вдоль юго-западного побережья Ямайки, он вызвал сильные ветры и дожди. Наибольшие повреждения были нанесены в приходе Сент-Элизабет, где 100 человек населения пришлось разместить в шести приютах. Сильный ветер повалил деревья и линии электропередач, что привело к отключению электроэнергии и блокировке дорог. По всей стране Чарли принёс 4,1 миллиона долларов ущерба и один смертельный исход. Несмотря на близкое приближение Чарли к Каймановым островам, острова в основном сохранились, и им был нанесён небольшой ущерб. Дождь был слабым, достигнув максимума в 0,9 дюйма (23 мм) на Большом Каймане, а Кайман-Брак сообщил о тропических штормовых ветрах.
С оперативной точки зрения синоптики подсчитали, что Чарли поразил южную часть Кубы со скоростью 105 миль/ч (170 км/ч) Категория 2 урагана по шкале Саффира — Симпсона. В анализе после сезона ураганов Чарли определил, что ударил южную Кубу как 120 миль/ч (195 км/ч) ураган; первоначальная оценка была пересмотрена на основе отчёта о 118 миль/ч (190 км/ч) устойчивые измерения ветра в Плайя-Баракоа, и это означало, что Чарли стал сильным ураганом при выходе на сушу. Ураган вызвал штормовой нагон силой до 13,1 фута (4,0 м) в Плайя Кахио; с другой стороны, быстрое прохождение Чарли привело к тому, что количество осадков было небольшим, с самым большим количеством, 5,87 дюйма (150 мм) происходящие в Мариэль.
Сильные порывы ветра сбили почти 1500 линий электропередач и разрушили 28 крупных опор высоковольтного троса на электростанции в Мариэле. В результате более половины потребителей электроэнергии в провинции Гавана остались без электричества на 12 дней после урагана, и вся провинция Пинар-дель-Рио была без электричества более 11 дней. В районах, куда глобально вернулась электроэнергия, продолжались местные отключения электроэнергии. Отключение электроэнергии привело к нехватке питьевой воды для многих людей, включая отсутствие питьевой воды в городе Гавана в течение четырёх дней. В результате кубинское правительство отправило цистерны с водой для удовлетворения краткосрочных потребностей. Точно так же больше недели не хватало газа для приготовления пищи. Однако один правительственный чиновник Кубы заявил, что для возврата основных коммунальных услуг во многие изолированные деревни может потребоваться до двух месяцев.
Рядом с местом выхода на берег Чарли уничтожил 290 из 300 домов в селе, а более 70 000 домов в Гаване были либо повреждены, либо разрушены. Многие отели сообщили об ущербе, который потенциально может повлиять на важную туристическую отрасль страны. Ущерб сельскому хозяйству был серьёзным: ураган повредил более 3000 сельскохозяйственных учреждений. Чиновники Citrus оценили убыток в 15000метрических тонн грейпфрута на острове Молодёжи, в то время как сильный ветер разрушил 66000 метрических тонн цитрусовых деревьев в районе Гаваны. Чарли также уничтожил около 57000 акры (230 км2) фруктовых деревьев в районе Гаваны. Приблизительно 95 % посевов сахарного тростника, фасоли и бананов были поражены на территории Кубы. В целом, Чарли несёт прямую ответственность за четыре смерти на Кубе и за 923 миллиона долларов в имущественном ущербе, — в первую очередь, от сельскохозяйственных потерь.

### Флорида
Ураган Чарли сильно повлиял на штат Флорида. Погибли девять человек; 20 человек погибли как косвенные жертвы со смертельным исходом и от многочисленных травм, приписываемые шторму. Ущерб имуществу оценили в 5,4 миллиардов долларов и примерно 285 миллионов долларов в сельскохозяйственном ущербе. Однако, из-за скорости Чарли (он пересёк полуостров Флорида примерно за семь часов) и небольшого размера, осадки вдоль стены в основном ограничивались 4-6 дюймов (10-15 сантиметров).
Двигаясь на север к западу от Флорида-Кис, Чарли произвёл умеренный ветер силой 48 миль/ч (77 км/ч) с порывами до 60 миль/ч (95 км/ч) в Ки-Уэст. Ветер повалил несколько деревьев, линии электропередач и неукреплённые знаки. Лодка, выброшенная сильной волной, ударилась о линию электропередачи, что привело к массовым отключениям электроэнергии от Марафона до Ки-Уэста. В Форте Джефферсон в Сухом Тортугасе ураган вызвал штормовой нагон силой до 6 футов (1,8 м). Этот нагон в сочетании с набегающими волнами вызвали сильное наводнение в парке и повредили многочисленные доки. Несмотря на это, имущественный ущерб в этом районе был минимальным и составил 160 000 долларов.

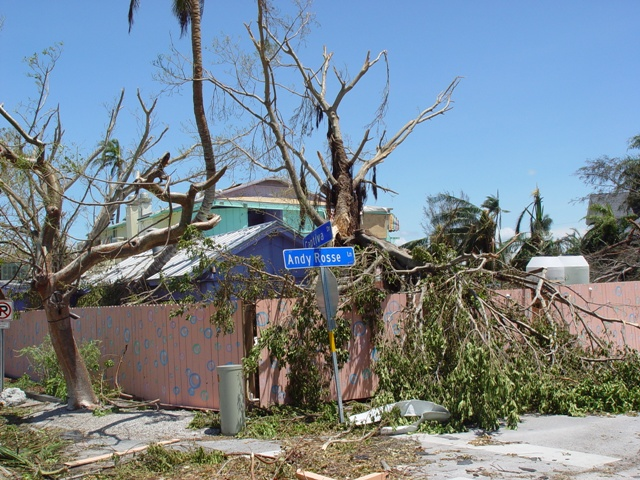
Ущерб на острове Каптива

Ураган Чарли прошёл прямо над островом Каптива недалеко от Кайо-Коста с максимальной силой ветра 150 миль/ч (240 км/ч). Категория 4 Ураган произвёл штормовой нагон силой до 6,5 фута (2,0 м) на острове, что ниже ожидаемого для шторма такой интенсивности. Уменьшение высоты нагона произошло из-за небольшого размера урагана и его быстрой интенсификации незадолго до выхода на сушу. Кроме того, штормовой нагон в сочетании с сильным градиентом давления образовал залив на острове Северная Каптива шириной 450 метров, известный как Чарли-Кут. Сильные волны и штормовые нагоны вызвали серьёзную эрозию пляжей и повреждение дюн в различных местах. Ураган серьёзно повредил пять домов, легко повредил многие другие и повалил много деревьев на острове Гаспарилла. По крайней мере, половина из 300 домов на острове Северная Каптива были существенно повреждены, в том числе десять были разрушены. На острове Каптива сильный ветер сильно повредил большинство домов, а также несколько построек для отдыха.
Городу Аркадия в округе ДеСото был нанесён серьёзный ущерб, несмотря на то, что он находился относительно дальше вглубь суши. Около 95 % зданий в центре города получили какие-либо повреждения. Крыша единственного убежища в городе была разорвана ветром, в результате чего 3500 эвакуированных остались без защиты от шторма.

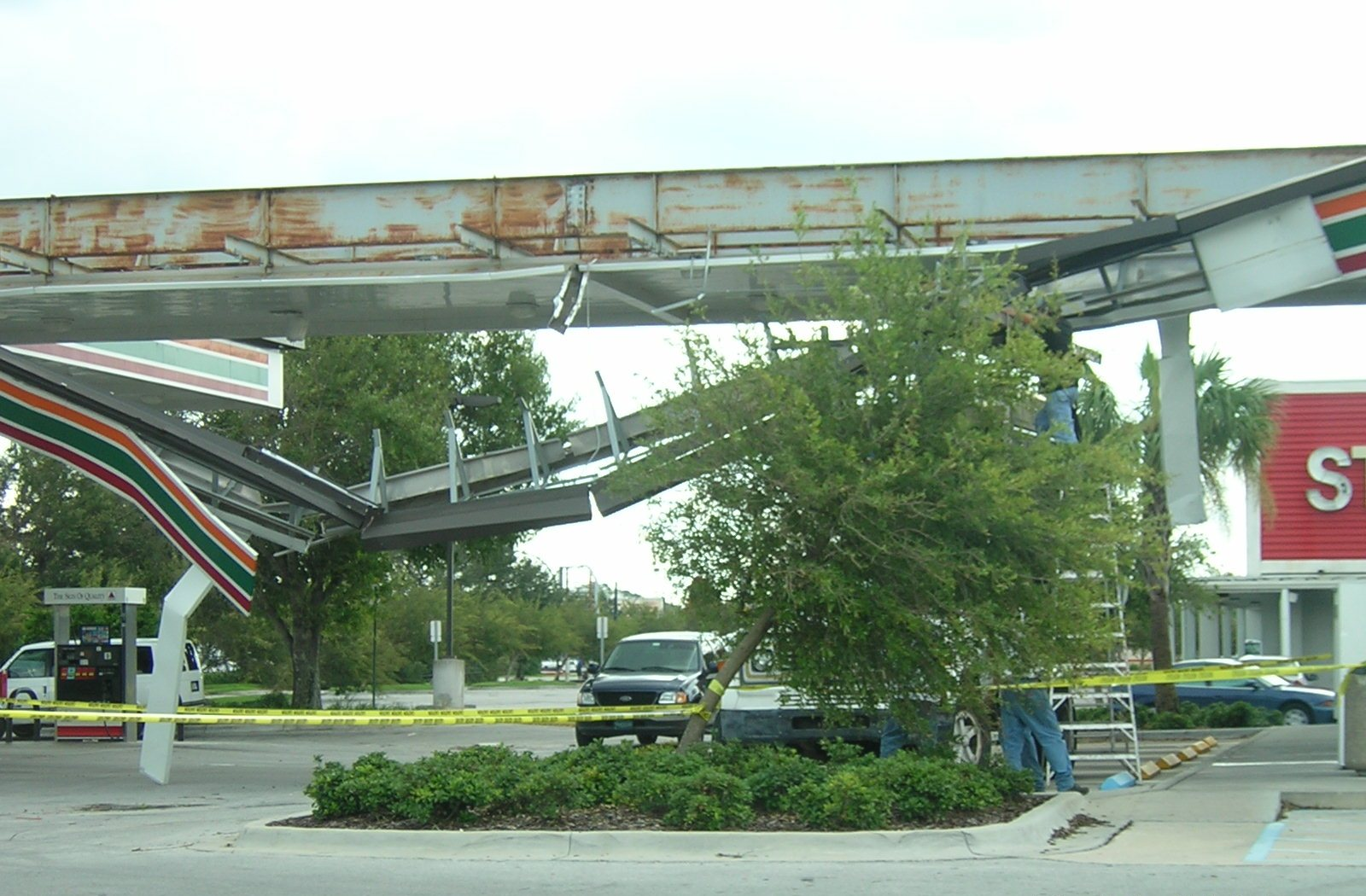
Повреждение заправочной станции ураганом Чарли в Киссимми, Флорида.

В округе Харди был нанесён материальный ущерб, оценённый в 750 миллионов долларов, а также шесть раненых, но ни о каких смертельных случаях не сообщалось. Чарли привёл к отключению электроэнергии во всем округе, а также к повреждению 3600 дома и разрушение 1,400. Радиовышка возле Себринга была снесена вместе с многочисленными деревьями и столбами электропередач на северной и восточной стороне округа Хайлендс. Кроме того, было несколько сообщений о сильно повреждённых домах в округе Полк возле Бэбсон-парка и Эйвон-парка. В озере Уэльс, штат Флорида, песчаная шахта озера вторглась в State Road 60 из-за воздействия волн и поглотила автомобиль. Кроме того, в Озеро Уэльс было зарегистрировано 23000 повреждений зданий, а также разрушено 739 конструкции. В округе зарегистрировано семь смертей, одна из которых была признана прямой.
На остальных островах в округах Сарасота, Шарлотта, Ли и Коллиер сильные ветры урагана Чарли нанесли серьёзный ущерб сотням зданий и деревьям. Ли Каунти также выдержал 8-футов (2,4 м) штормовой нагон. Эти округа были незащищены от глаз Чарли, поэтому они увидели наибольший ущерб. Из-за своего небольшого размера область наиболее интенсивного повреждения была расположена в пределах 10-ми (16-километрового) диапазона с центром на пути Чарли, с дополнительными тяжёлыми повреждениями, образующими внешнюю полосу, простирающуюся на 7,5 миль (12 км) в каждую сторону от внутренней полосы повреждения. В округе Шарлотт было повреждено 80 % зданий.

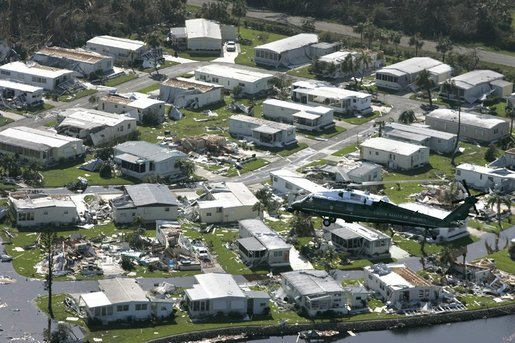
Президент Джордж Буш на борту Marine One обследует ущерб, нанесённый ураганом в парке передвижных домов в Форт-Майерсе, Флорида.

172 миль/ч (277 км/ч)На материковой части Флориды Чарли произвёл пиковый штормовой нагон 10–13 футов (3-4 м) на пляже Вандербильт возле Неаполя, наряду с гораздо более низким нагоном в месте выхода на берег в Пунта-Горде. Ураган обрушился на Флориду, как правило, с небольшим количеством осадков, максимальное количество которых составило 9,88 дюйма (250 мм) встречающийся в Бад Слау в округе Сарасота. В аэропорту Пунта-Горда, где обрушился ураган, скорость ветра до 90 миль/ч (140 км/ч), при порывах до 111 миль/ч (179 км/ч) до того, как орудие разнесло на части, вместе с большинством самолётов и самим аэропортом. Региональный медицинский центр Шарлотты зафиксировал неофициальный пик ветра в 172 миль/ч (277 км/ч). Больница Святого Иосифа в Порт-Шарлотте снесла крышу сильным ветром Чарли. Из-за компактного характера урагана радиус максимальных устойчивых ветров урагана простирался лишь на небольшое расстояние от его центра. Для сравнения, Форт-Майерс, которому всего 25 миль (40 км) от того места, где Чарли вышел на сушу, выдержанный ветер дул всего 61 миль/ч (98 км/ч) с порывами 78 миль/ч (126 км/ч). В Южной Флориде Чарли породил несколько торнадо, в том числе долгоживущий F2, поразивший Клевистон и пять слабых торнадо около точки, где ураган обрушился на берег.

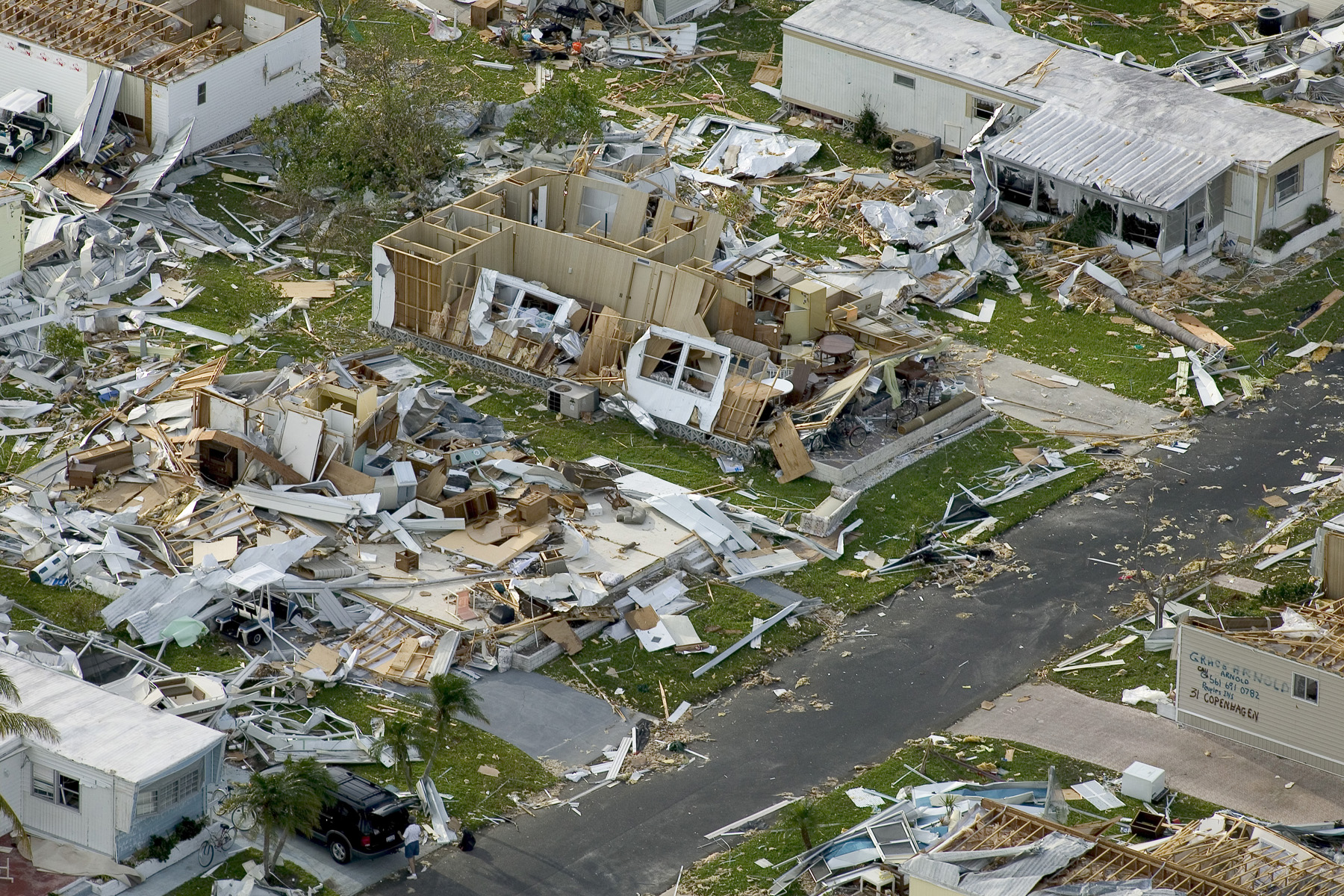
Аэрофотоснимок разрушенных домов в Пунта-Горде

Наиболее серьёзные повреждения от урагана «Чарли» произошли в округе Шарлотт. В Бока-Гранде у многих домов был нанесён значительный ущерб крышам, а тысячи деревьев и линий электропередач были вырваны с корнем или оборваны. В Порт — Шарлотт и Пунта — Горда, много зданий, RVs и передвижные дома были полностью разрушены, в то время как другие здания пострадали кровельный ущерб из — за сильных ветров.
Чарли опустошил юго-запад Флориды, нанеся $ 14,6 миллиарда в материальном ущербе только на полуострове Флорида. Многие города, такие как Пунта-Горда и Порт-Шарлотт, были снесены ураганом. Деревья были повалены, а трейлерные парки стёрты с лица земли вплоть до Ормонд-Бич.
Чарли также причинил значительный ущерб центральной и восточной частях штата. Произошло несколько возможных торнадо с сильными грозами во время шторма. Ветер оценивался в 80 миль/ч (130 км/ч) выдерживались вблизи и к северу от Окичоби, в то время как ветер в международном аэропорту Орландо достиг максимальной отметки 105 миль/ч (170 км/ч) в порыве. Шторм вызвал потерю электричества у 2 миллионов потребителей во Флориде. В некоторых районах электричество не возобновлялось в течение нескольких недель: 136 000 жителей не имели электричества через неделю после выхода Чарли на берег и 22 000 жителей — клиенты, в основном, из кооперативов, всё ещё ждали восстановления своей работы 26 августа. Жители Дейтона-Бич, Нью-Смерна-Бич и Порт-Ориндж в юго-восточном округе Волусия также столкнулись со штормовыми нагонами из реки Сент-Джонс и реки Галифакс, а также со прибрежным водным путём, когда Чарли прошёл, прежде чем снова выйти в Атлантический океан. Дальше, вглубь страны, графство Семинол испытало одни из самых сильных ветров, когда-либо зафиксированных в результате урагана в этом районе, с порывом 97 миль/ч (156 км/ч) в Лонгвуде в 0407 UTC 14 и 101 миль/ч (163 км/ч) в Альтамонте-Спрингс. Электроэнергия в этих областях была отключена на срок до 12 дней после урагана в некоторых местах. 

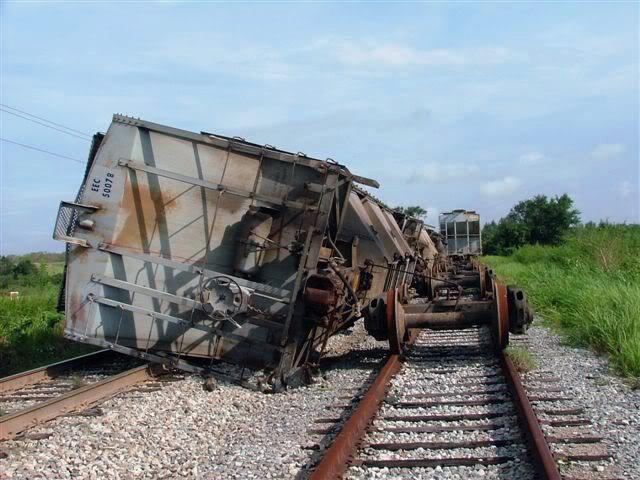
Пустые железнодорожные хопперы перевернулись из-за сильного ветра урагана Чарли в Форт-Миде.

Государственные школы в некоторых графствах, пострадавших от урагана, должны были быть закрыты на две недели. В некоторых районах это было необходимо, потому что школьные здания были повреждены или разрушены: все 59 школ округа Оцеола были повреждены, а одна треть школ округа Шарлотта была разрушена ударом Чарли. Школы округа ДеСото получили 6 миллионов долларов, в то время как государственные школы округа Ориндж получили $ 9 миллионов в ущерб их образовательной инфраструктуре.
Сельскохозяйственные потери были тяжёлыми. Во Флориде, втором по величине производителе апельсинов в мире, ущерб урожаю цитрусовых оценивается в 200 млн долларов, что привело к увеличению цен на грейпфрутовый сок на 50 %. Чарли вместе с другими ураганами, обрушившимися на Флориду в 2004 году, нанесли сельскохозяйственный ущерб в размере 2,2 миллиарда долларов. Пострадали и другие посевы, питомники, здания и сельскохозяйственная техника.

### Остальные США

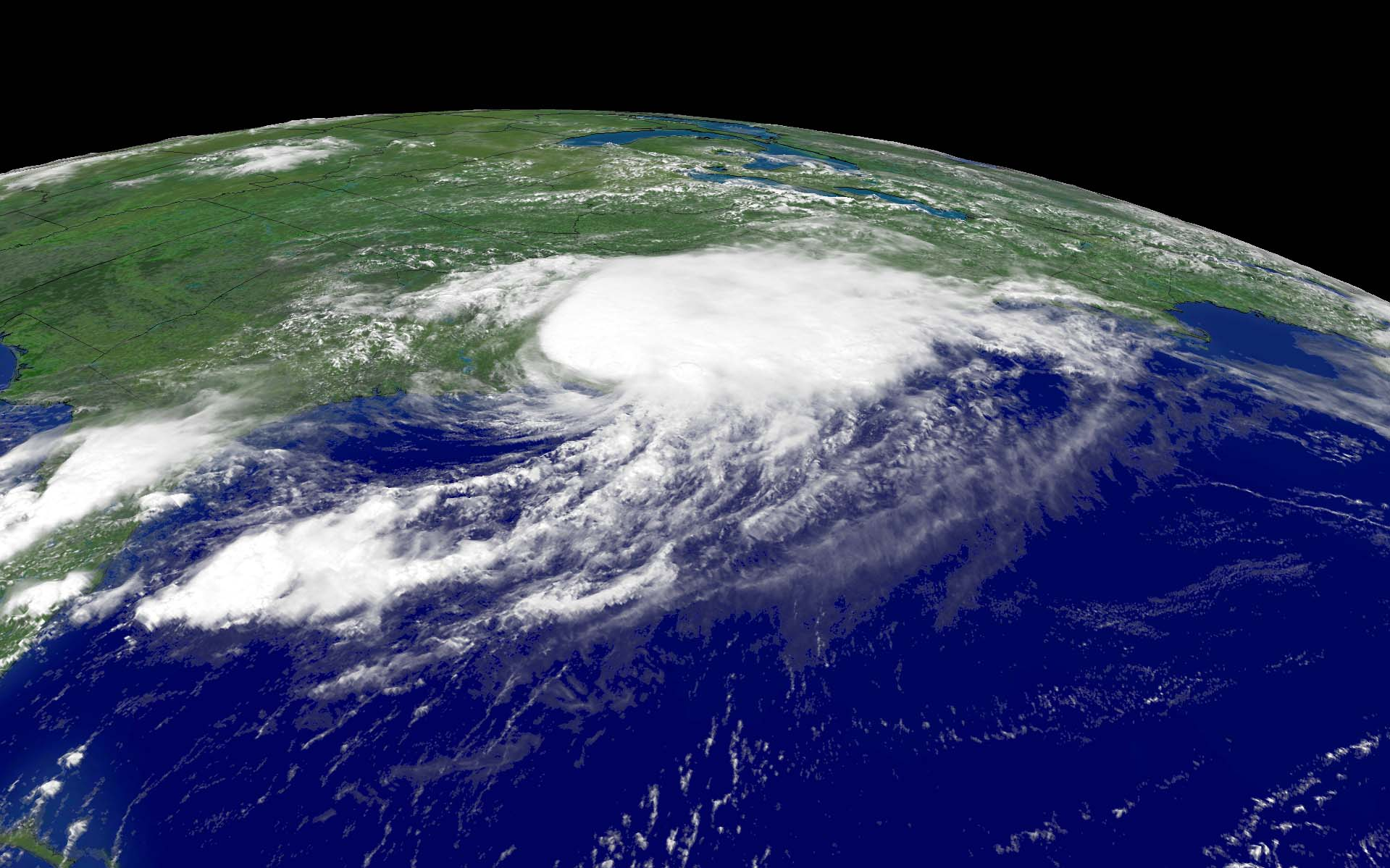
Ураган Чарли сразу после третьего обрушивания на берег США в Южной Каролине.

Выйдя на берег на северо-востоке Южной Каролины, Чарли вызвал ураганный прилив, который, по неофициальным данным, 7,19 фута (2,2 м) в Миртл-Бич. Порывы ветра были умеренными, максимум 60 миль/ч (97 км/ч) в Норт-Миртл-Бич, хотя было несколько неофициальных записей об ураганных порывах. Чарли произвёл умеренные осадки на своём пути, достигнув пика более 7 в (178 мм). Умеренный ветер повалил множество деревьев. В округе Чарлстон произошло внезапное наводнение, вызвавшее проблемы с дренажём. Ущерб в Южной Каролине составил 20 миллионов долларов.
В Северной Каролине Чарли произвёл приблизительно 2–3 фута (60-90 см) вместе с волнами до 8 футов (2,4 м) в высоту. Это привело к незначительной эрозии пляжа вдоль береговой линии. Порыв ветра от 60 to 70 миль/ч (97 to 113 км/ч), вызывая незначительные повреждения ветром. Количество осадков в штате было умеренным, от 4 to 6 дюймов (100-150 мм), но все же вызвал наводнение в семи округах Северной Каролины. Ураган породил пять слабых торнадо по всему штату включая F1 в Нагс-Хеде, который повредил двадцать структурных объектов. Чарли уничтожил 40 домов и был серьёзно повреждёны 2 231 231 дом, в том числе 221 повреждённый пляжный дом в Сансет-Бич. Наибольший ущерб был нанесён в округе Брансуик, где порывы ветра достигли максимальной отметки в 85 миль/ч (137 км/ч). Ущерб посевов был также тяжёлым в округе Брансуик: 50 % урожая табака было потеряно, а 30 % кукурузных и овощных полей были уничтожены. Сильный ветер повалил деревья и линии электропередач, оставив без электричества 65 000 человек. Ущерб в Северной Каролине составил 25 миллионов долларов.
Тропический шторм Чарли произвёл порывы ветра до 72 миль/ч (116 км/ч) на Chesapeake Light в Вирджинии, что привело к частым отключениям электроэнергии. Количество осадков было слабым, от 2 до 3,7 дюймов (51-94 мм). Чарли произвёл один торнадо в Чесапике и один в Вирджиния-Бич. В Род-Айленде один мужчина утонул в обратном потоке.

## Последствия

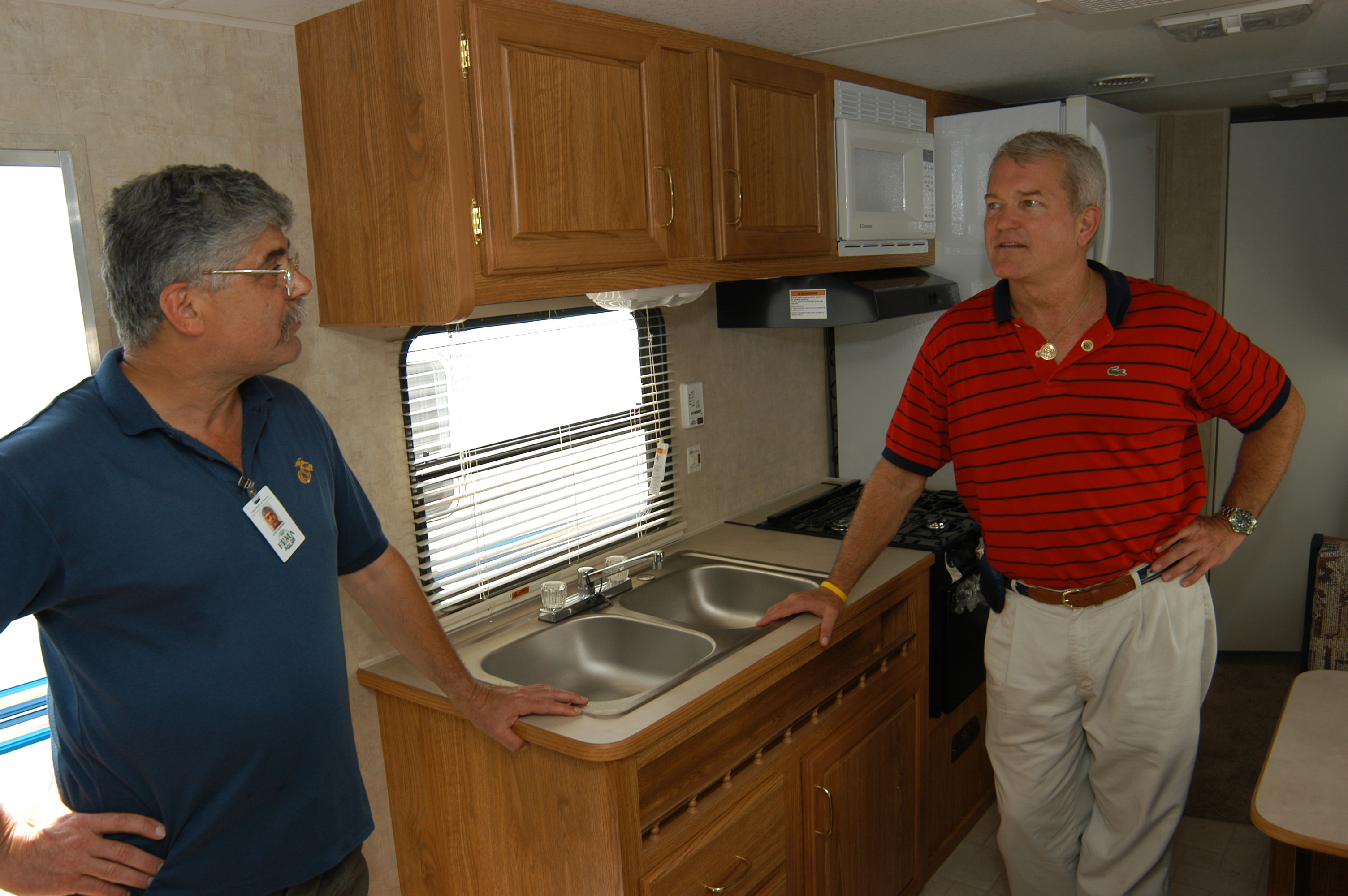
Порт-Шарлотт, 16 сентября 2004 г. Конгрессмен Марк Фоли (справа) проверяет туристические трейлеры, которые FEMA предоставляет в качестве временного жилья.

Президент Джордж Буш объявил Флориду федеральной зоной бедствия. Позже он размышлял над ответом правительства Чарли:
 
...задача федерального правительства и правительства штата состоит в том, чтобы как можно быстрее направить ресурсы в районы стихийных бедствий. И это именно то, что происходит сейчас. Мы пролетели над этим районом и увидели опустошение. Жизнь многих людей перевернута с ног на голову. К нам прибывают лед и вода, трейлеры для людей... переезжаем. Государство обеспечивает безопасность... В нём много сострадания
(the job of the federal government and the state government is to surge resources as quickly as possible to disaster areas. And that's exactly what's happening now. We choppered over and saw the devastation of this area. A lot of people's lives are turned upside down. We've got ice and water moving in, trailers for people...are moving in. The state is providing security...There's a lot of compassion moving in the area, the Red Cross is here).
Министр здравоохранения и социальных служб США Томми Томпсон выделил 11 миллионов долларов в виде дополнительной помощи и другой помощи Флориде, из которых 10 долларов миллион было направлено на объекты Head Start, которые нуждаются в ремонте или новых расходных материалах, ещё 1 миллион долларов был предоставлен Мемориальной больнице ДеСото в Аркадии и Региональному медицинскому центру Оцеола в Киссимми, а 200 тысяч долларов были потрачены на оказание услуг пожилым людям. По всей Флориде было открыто 114 предприятий общественного питания и восемь пунктов комфорта. FEMA открыло четыре центра аварийного восстановления.

### Отмена термина
Весной 2005 г. Всемирная метеорологическая организация исключила имя Чарли из постоянно меняющихся списков названий тропических циклонов в Соединённых Штатах. В результате это название больше никогда не будет использоваться для обозначения урагана в Атлантике. Название было заменено на «Колин» в сезоне ураганов в Атлантике 2010 года.